# Хакасы
Хака́сы (самоназвание —  хакастар и тадарлар; устаревшее — минусинские татары, абака́нские (енисе́йские) татары, а́чинские татары) — тюркский коренной народ Хакасии, наиболее распространённый в Южной Сибири на левобережье Хакасско-Минусинской котловины.
В XIX веке многие хакасы были обращены в православие. В литературе встречалось словосочетание «абаканские инородцы» — группа мелких племён, живущих по берегам реки Абакан.

## Субэтнические группы
Делятся на субэтнические (диалектные) группы:
- качинцы (хааш, хаас) — в русских источниках[каких?] впервые упоминаются[кем?] с 1608 года, когда служилые люди прошли в землю управлявшуюся князем Тюлькой;
- койбалы (хойбал) — кроме тюркоязычных групп по некоторым данным включали группы, говорившие на диалекте камасинского языка, принадлежавшего к южной подгруппе самодийской группы языков уральской языковой семьи[11];
- кызыльцы (хызыл) — группа хакасского народа, проживающая в долине Чёрного Июса на территории Ширинского и Орджоникидзевского районов Республики Хакасия;
- сагайцы (сағай) — впервые упоминаются в известиях Рашид ад-Дина о монгольских завоеваниях; первые упоминания в русских документах относятся к 1620 году, когда указывалось, что у них «уложено ясаку не платить и ясачников побивать». В составе сагайцев как этнографическая группа известны бельтыры (пилтір), ранее выделялись бирюсинцы (пӱрӱс)[12].

К хакасам по культуре и языку близки теленгиты, телеуты, чулымцы, шорцы.

## Численность хакасов в Хакасии в 1926—2010 годах

Расселение хакасов в СФО по городским и сельским поселениям в %, перепись 2010 г.

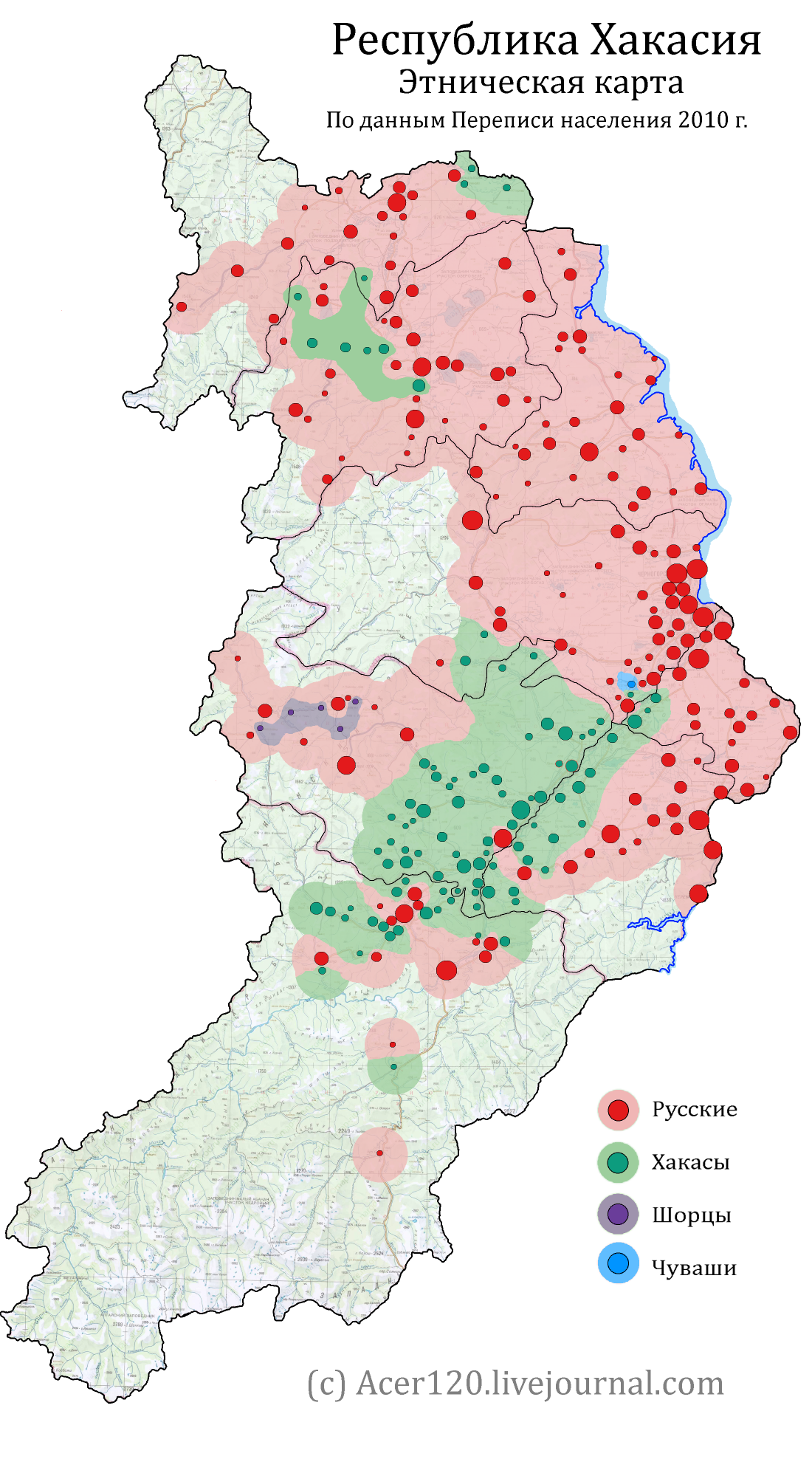
Этническая карта Республики Хакасия по населённым пунктам, перепись 2010 г.

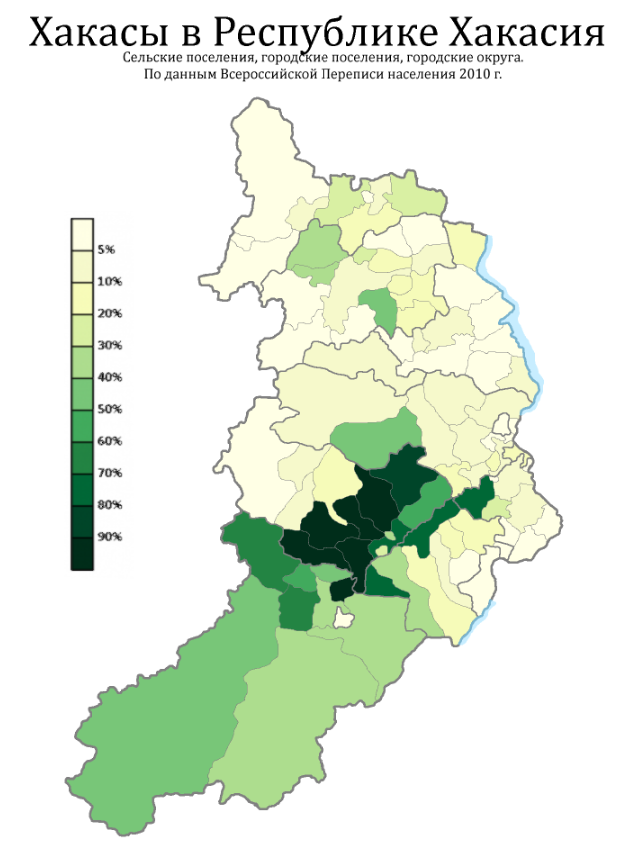
Хакасы в Хакасии по городским и сельским поселениям в %, перепись 2010 г.

Общая численность хакасов в РФ по сравнению с данными переписи 2002 года (75,6 тыс. человек) снизилась и составила, по итогам переписи 2010 года, 72 959 человек. Единственный муниципальный район, где хакасы составляют большинство — Аскизский (50,4 %).
|                               | 1926 перепись   | 1939 перепись   | 1959 перепись   | 1970 перепись   | 1979 перепись   | 1989 перепись   | 2002 перепись   | 2010 перепись   |
| ----------------------------- | --------------- | --------------- | --------------- | --------------- | --------------- | --------------- | --------------- | --------------- |
| Численность хакасов в Хакасии | 44,219 (49.8 %) | 45,799 (16.8 %) | 48,512 (11.8 %) | 54,750 (12.3 %) | 57,281 (11.5 %) | 62,859 (11.1 %) | 65,431 (12.0 %) | 63,643 (12,1 %) |

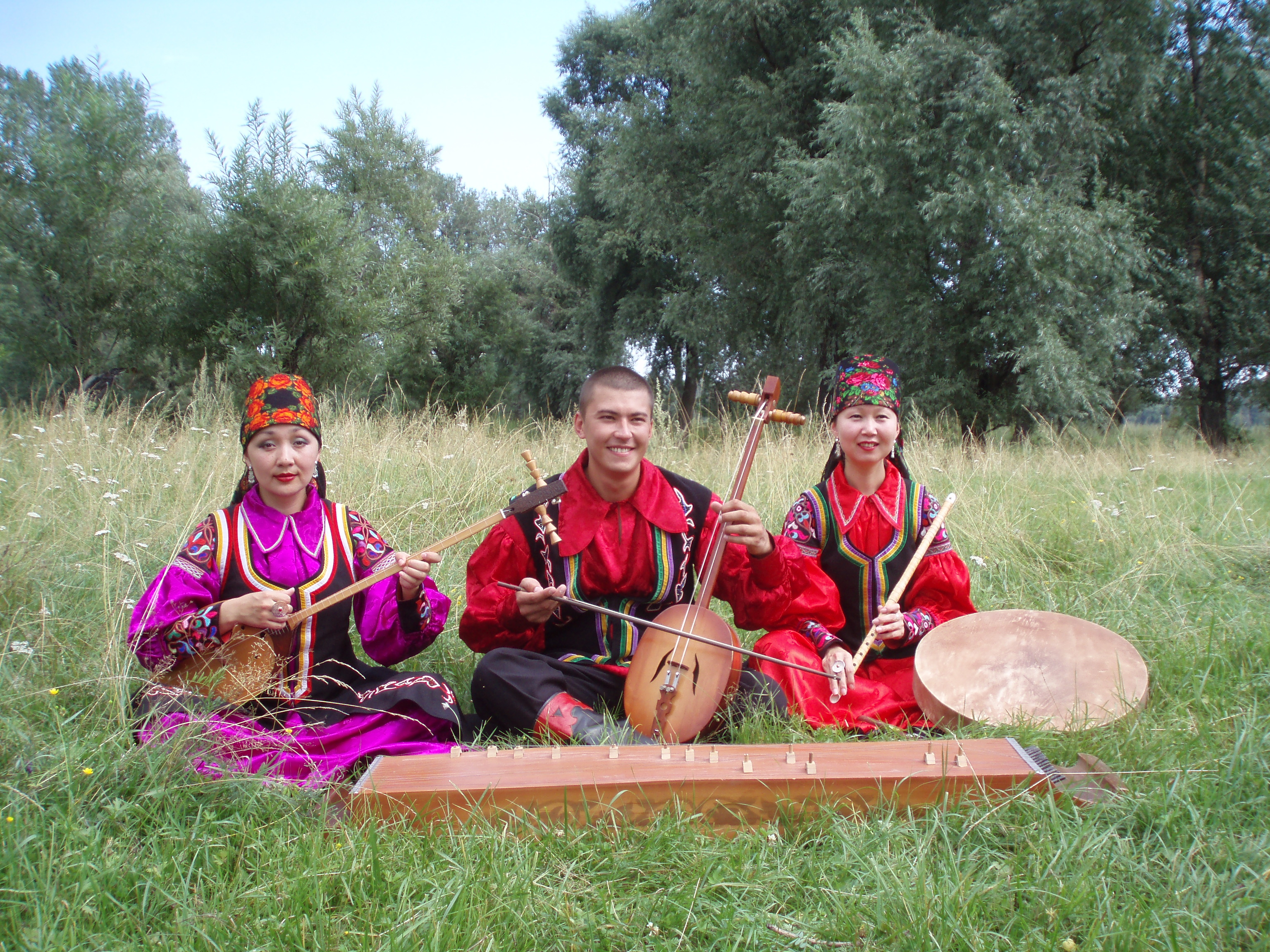
Хакасы с музыкальными инструментами
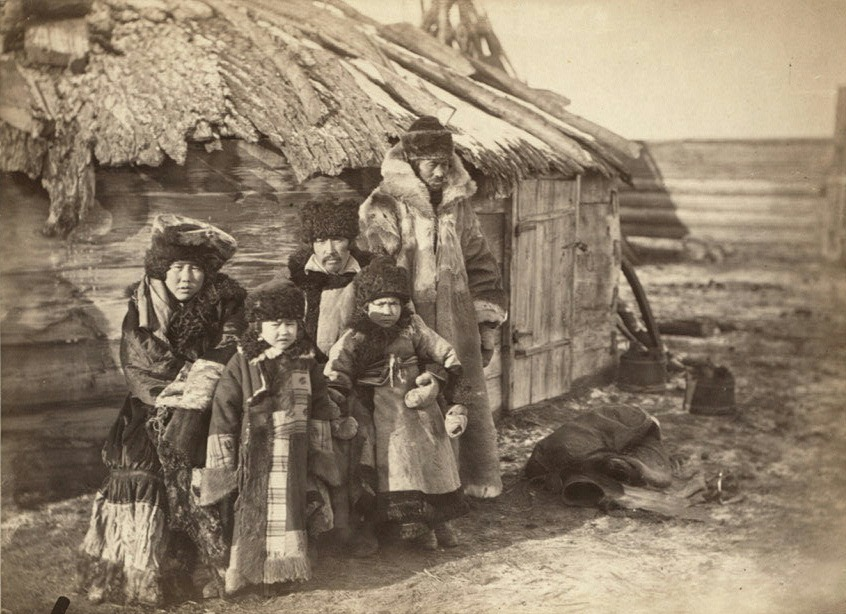
Группа минусинских татар — хакасов. Начало XX века
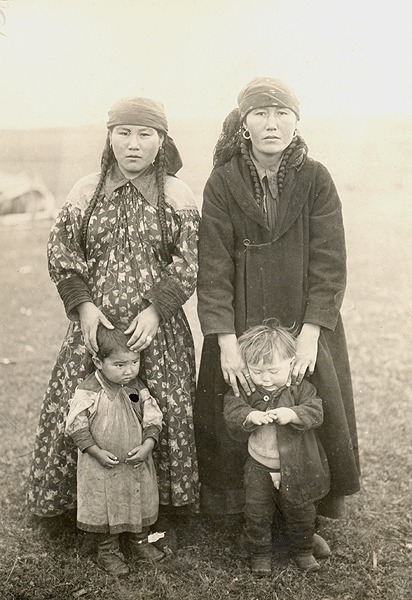
Начало XX века
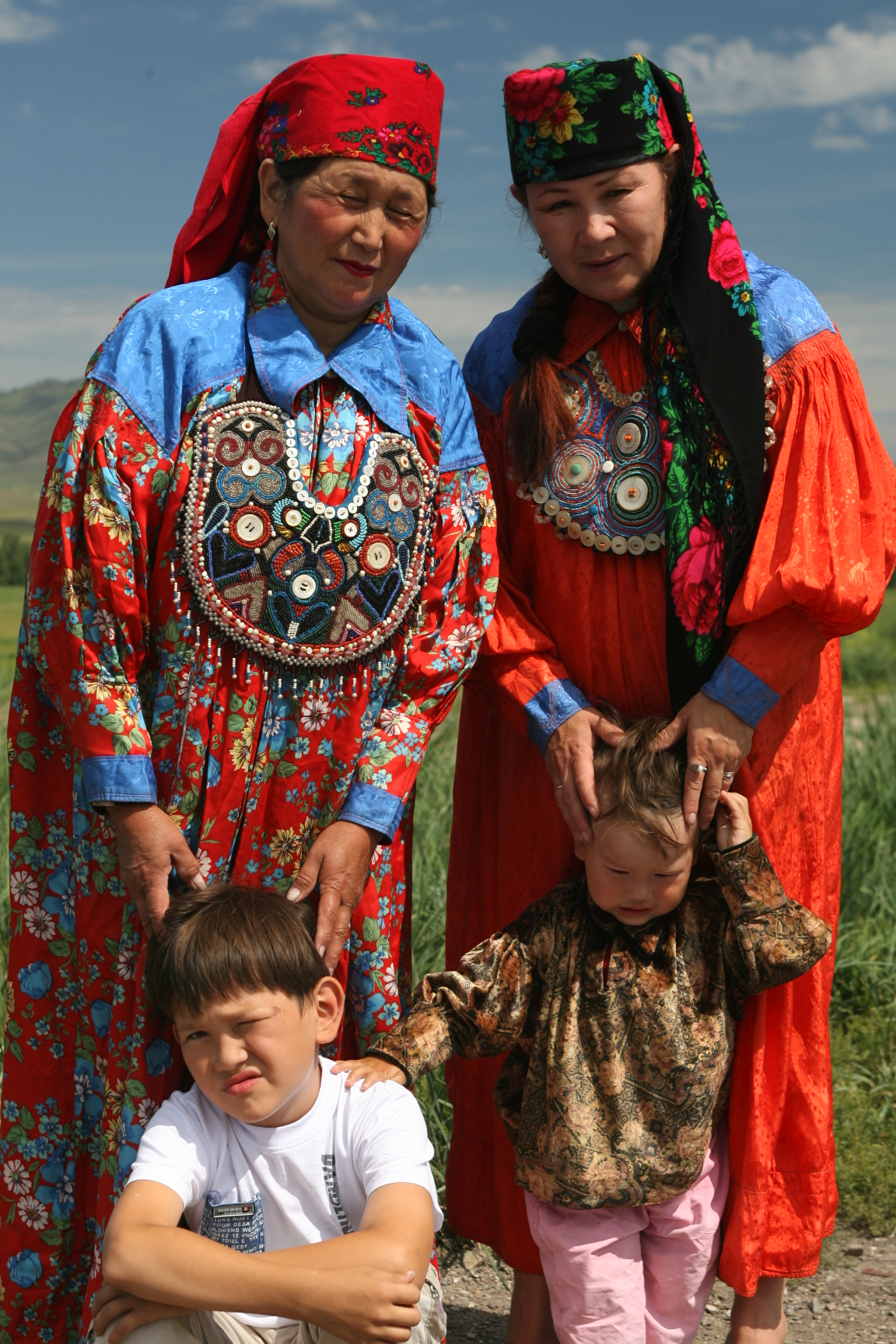
Начало XXI века

## Происхождение
К гипотетическим предкам хакасов издавна относят енисейских кыргызов. При этом существуют и другие мнения. Так, известный специалист по истории Сибири С. В. Бахрушин, описывая «Киргизскую землицу» на Енисее (выходящую, впрочем, за пределы Республики Хакасия РФ), указывает, что, несмотря на название, кыргызы составляли лишь малую часть её населения. Более поздние исследования подтверждают, что под терминами «енисейские кыргызы» и «кыргызские земли» можно ошибочно подразумевать кыргызов, хотя на самом деле речь идёт о кыргызских кыштымах XVII века, сыгравших значительную роль в становлении хакасского этноса.

### Предполагаемые этнические связи хакасов с монголами
Енисейские кыргызы в литературе известны также под именами хягас, хагас, сяцзясы и др. Как полагают исследователи, хакасы проживают на территории древних хягасов, от которых они ведут свою родословную. При этом существует мнение, согласно которому древние кыргызы имели тесные этнические связи с монголами. Монгольское происхождение, как полагают исследователи, имеют хакасские роды ойрат, паратан (предположительно, барыны) и халмах (калмак). Существует версия монгольского происхождения бурутов. Считается, что ранее на эту территорию переселились монгольские племена кереитов, туматов, меркитов, ордутов (предположительно, хонгодоры или удуит-меркиты), которые приняли наименование кыргызов.
Часть средневековых татар вошла в состав хакасов, дав им самоназвание тадар. Как указывают хакасские легенды, появление самоназвания тадар среди минусинских кыргызов связано именно с монгольскими завоеваниями.
По мнению Н. Я. Бичурина, древние кыргызы (хягасы) имели монгольское или смешанное тюрко-монгольское происхождение: «На южных пределах Енисейской губернии, где находилась столица хягасов, и ныне коренные жители суть тюркомонголы» ... Хягас по первоначальному своему составу должно быть государство Монголо-тюркское и состоит из двух народов: тюрков и монголов».

### Генетика
Распределение гаплогрупп Y-хромосомы у хакасов характеризуется наибольшей частотой гаплогруппы N1b (около 44 %); на втором месте R1a1a (около 28 %), на третьем N1с (около 20 %) (см. также Гаплогруппы Y-ДНК среди народов мира).
| Гаплогруппа                                        | Частота встречаемости, % (N)    | Частота встречаемости, % (N) | Частота встречаемости, % (N) | Частота встречаемости, % (N)              | Частота встречаемости, % (N)       | Частота встречаемости, % (N) | Частота встречаемости, % (N) | Частота встречаемости, % (N) |
|                                                    | Аскизский район (сагайцы)       | Аскизский район (сагайцы)    | Аскизский район (сагайцы)    | Таштыпский район (сагайцы)                | Таштыпский район (сагайцы)         | Ширинский район (качинцы)    | Ширинский район (качинцы)    |                              |
|                                                    | сёла Усть-Есь и Полтаков (N=44) | с. Усть-Чуль (N=41)          | с. Кызлас (N=34)             | сёла Матур и Анчул (сагайцы/шорцы) (N=46) | сёла Большая Сея и Бутрахты (N=35) | с. Малый Спирин (N=22)       | с. Топанов (N= 29)           | Всего (N=251)                |
| С3 (хМ77)                                          | —                               | —                            | —                            | —                                         | —                                  | —                            | 7 (2)                        | 0,8 (2)                      |
| Е (М1)                                             | —                               | —                            | —                            | —                                         | 3 (1)                              | —                            | —                            | 0,4 (1)                      |
| N* (хР43, М178, М128)                              | 4,5 (2)                         | —                            | —                            | —                                         | —                                  | —                            | —                            | 0,8 (2)                      |
| N1b (Р43)                                          | 34,5 (15)                       | 56 (23)                      | 50 (17)                      | 15,2 (7)                                  | 11 (4)                             | 86,5 (19)                    | 89,5 (26)                    | 44,2 (111)                   |
| N1с (М178)                                         | 25 (11)                         | 24 (10)                      | 15 (5)                       | 39,2 (18)                                 | 14 (5)                             | 4,5 (1)                      | —                            | 19,9 (50)                    |
| Q (хМ3)                                            | —                               | —                            | —                            | 2,1 (1)                                   | 28 (10)                            | —                            | 3,5(1)                       | 4,8 (12)                     |
| R1a1a (хМ458)                                      | 36 (16)                         | 20 (8)                       | 32 (11)                      | 43,5 (20)                                 | 36 (13)                            | 9 (2)                        | —                            | 27,9 (70)                    |
| R1b1b1 (М73)                                       | —                               | —                            | 3 (1)                        | —                                         | 6 (2)                              | —                            | —                            | 1,2 (3)                      |
| Генное разнообразие по гаплогруппам                | 0,703 ± 0,027                   | 0,602 ± 0,055                | 0,642 ± 0,052                | 0,663 ± 0,036                             | 0,765 ± 0,042                      | 0,255 ± 0,116                | 0,197 ± 0,095                |                              |
| Генное разнообразие по микросателлитным гаплотипам | 0,942 ± 0,019                   | 0,931 ± 0,024                | 0,959 ± 0,021                | 0,957 ± 0,017                             | 0,985 ± 0,011                      | 0,792 ± 0,086                | 0,704 ± 0,081                |                              |

## Язык
Хакасский язык относится к уйгурской (староуйгурской) группе восточно-хуннской (восточнотюркской) ветви тюркских языков.
По другой классификации, относится к самостоятельной хакасской (кыргызско-енисейской) группе восточных тюркских языков, к которой помимо хакасов также относятся шорцы (мрасское шорское наречие), чулымцы (среднечулымское наречие), юйгу (жёлтые уйгуры) (сарыг-югурский язык). Они восходят к древнекыргызскому или енисейско-кыргызскому языку. Помимо этого, к хакасскому по языку близки (хотя и относятся к западно-тюркской северо-алтайской группе) кумандинцы, челканцы, тубалары (и кондомское шорское наречие, и нижнечулымское наречие), а также (хотя и относятся к западно-тюркской киргизско-кыпчакской группе) — киргизы, алтайцы, телеуты, теленгиты.
Хакасский включает четыре диалекта: качинский, сагайский, кызыльский и шорский. Современная его письменность существует на основе кириллицы.

## Материальная культура
- Хакасская одежда

## Духовная культура
- Алыптыг нымах
- Нымах
- Хакасская демонология

## Народные игры и состязания
Некоторые хакасские народные игры и состязания:
- Тобит